# Complesso di Edipo
Il complesso di Edipo  è un concetto originariamente sviluppato nell'ambito della teoria psicoanalitica da Sigmund Freud, che ispirò anche Carl Gustav Jung (fu lui a descrivere il concetto e a coniare il termine "complesso"), per spiegare la maturazione del bambino attraverso l'identificazione con il genitore del proprio sesso e il desiderio nei confronti del genitore del sesso opposto.
Si basa sul mito greco di Edipo, che, a sua insaputa, uccise suo padre Laio e, altrettanto inconsapevolmente, sposò la propria madre Giocasta.

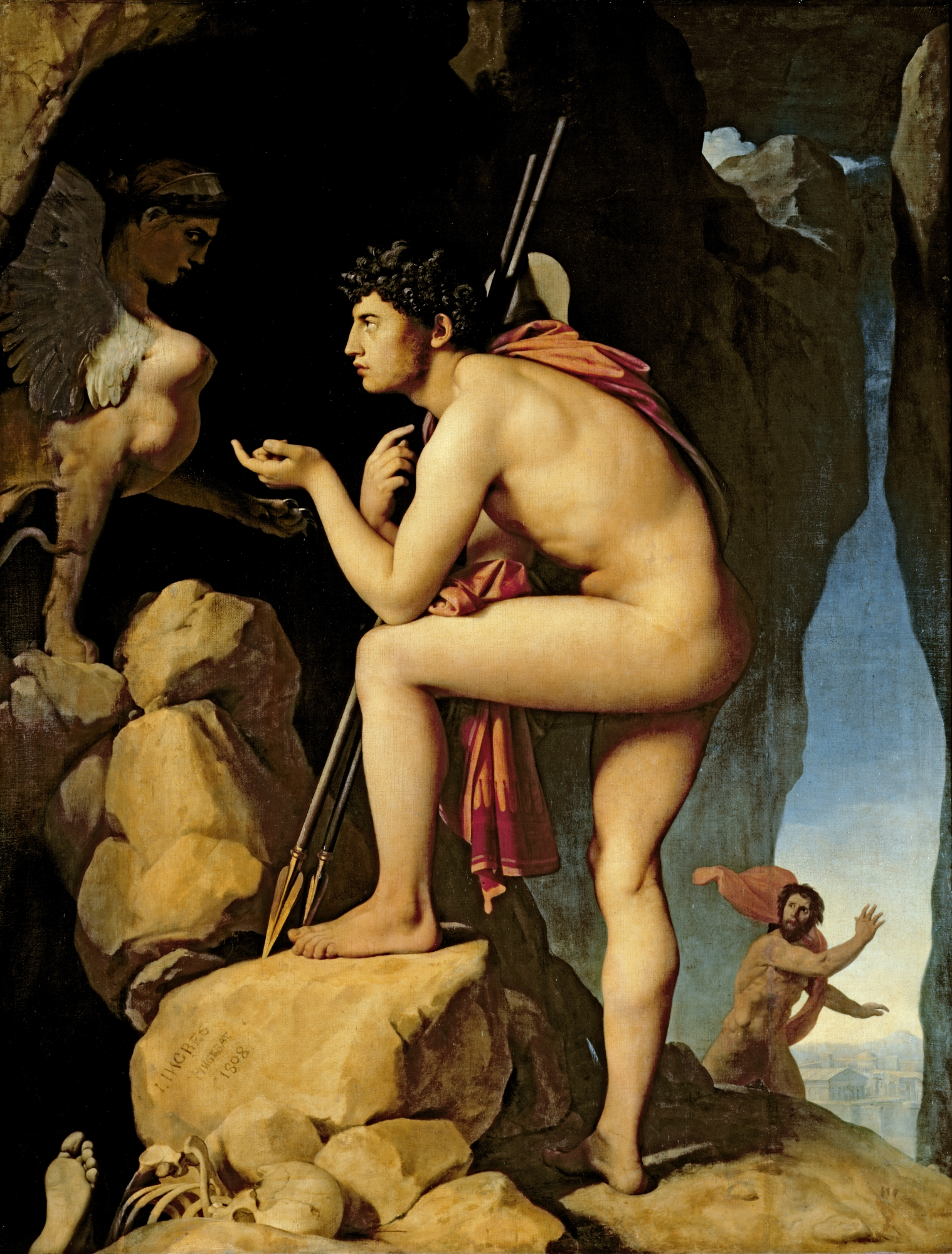
Edipo e la Sfinge, Jean-Auguste-Dominique Ingres, (1808-27)

## Generalità
Nella concezione classica freudiana, il complesso edipico indica un insieme di desideri sessuali ambivalenti che il bambino prova nei confronti delle figure genitoriali. Relativamente alle fasi dello sviluppo psicosessuale, esso insorge durante la fase fallica (3 anni) e il suo superamento introduce al periodo di latenza (6 anni).
Si tratta di un atteggiamento ambivalente di desiderio di morte e sostituzione nei confronti del genitore dello stesso sesso e di desiderio di possesso esclusivo nei confronti del genitore di sesso opposto. Questi sentimenti sono non solo ambivalenti ma anche vissuti negativamente (in maniera opposta), cioè i ruoli dei due genitori (amato e odiato) si scambiano alternandosi.
L'impostazione di tale problematica ha segnato, fin dagli albori del movimento psicoanalitico, il dissidio Freud-Jung e poi la scissione degli psicoanalisti di orientamento junghiano dall'Associazione Internazionale di Psicoanalisi.

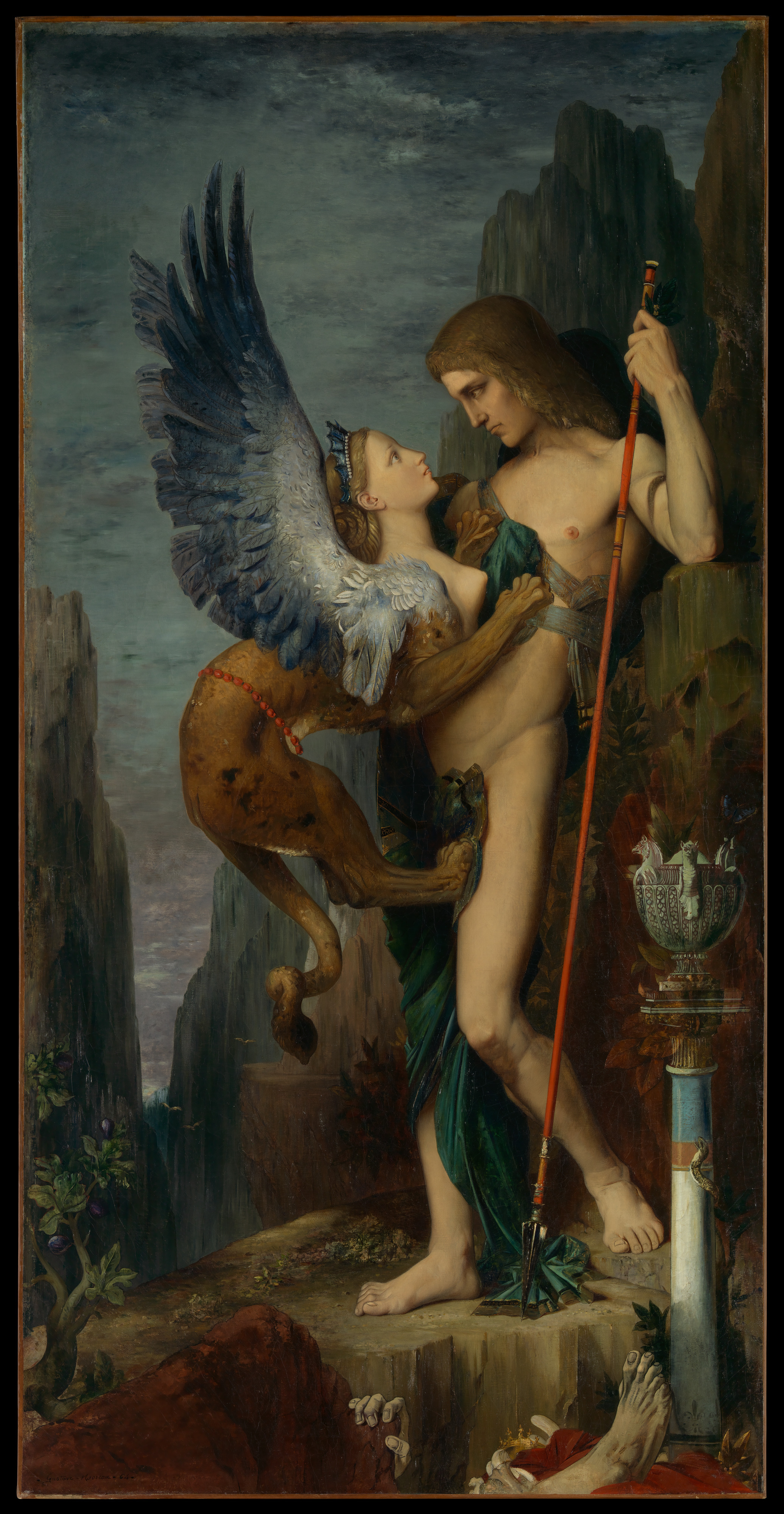
Edipo e la Sfinge, Gustave Moreau, 1864

La questione edipica mostra una natura complessa anche in relazione all'approfondimento del mito greco: secondo il mito, infatti, Edipo non conosceva i suoi veri genitori, essendo stato a questi sottratto ancora infante. L'uccisione del padre e il rapporto con la madre sono stati perciò involontari e causati, paradossalmente, dal loro desiderio di sfuggire al destino così come lo avevano sentito annunciare dall'oracolo. Si potrebbe parlare, in questo senso, piuttosto di complesso, o sindrome, di Laio e/o di Giocasta (i genitori di Edipo), il che riconduce alcune scuole psicologiche ad esplicitare le questioni psicodinamiche di carenza, gelosia e invidia affettive da parte delle figure genitoriali o accudenti; in questo senso il complesso di Edipo sarebbe nient'altro che un modo per invertire le reali responsabilità delle dinamiche inconsce nelle relazioni intra-familiari.

## Primi accenni alla tematica incestuosa-edipica
Il primo accenno alla figura di Edipo nell'opera freudiana risale a una lettera scritta da Freud nel 1897 al dottor Fliess, suo amico più intimo in quel periodo. Si tratta solo di un accenno, che però non ebbe seguito immediato; solo lentamente, infatti, questa tematica andrà acquistando la sua centralità in psicoanalisi.

### Il trauma sessuale
Ascoltando i discorsi, le fantasie e i sogni dei suoi pazienti, Freud aveva maturato l'ipotesi che essi manifestassero quei sintomi a causa d'un trauma sessuale risalente alla prima infanzia (teoria della seduzione), e che avevano rimosso a causa di un inconscio meccanismo di difesa. Fu proprio questa prima ipotesi freudiana a scatenare l'indignazione dei benpensanti contro la psicoanalisi, per il fatto stesso che essa implicava non solo il postulato del bimbo come perverso polimorfo, dotato d'una propria sessualità infantile, ma anche l'abuso sessuale di cui l'infanzia è oggetto.

### Dal trauma (teoria della seduzione) al desiderio (fantasie di seduzione)
In seguito, Freud si ricredette a proposito del trauma sessuale, arrivando a sostenere che si trattava quasi sempre solo di fantasie di seduzione. Cominciò così ad elaborare l'impalcatura teorica che è il centro del pensiero psicoanalitico: il desiderio incestuoso, il tabù dell'incesto e la susseguente vicenda edipica. In questa fase Freud giunse a identificare la censura del desiderio incestuoso originario come la causa prima di ogni forma di nevrosi.
In seguito, nei quattro saggi pubblicati come Totem e tabù, Freud ipotizzò anche che l'evoluzione del desiderio incestuoso nella vita individuale, prima sperimentato e poi rimosso (il cosiddetto romanzo familiare) fosse al tempo stesso l'evoluzione stessa della civiltà, che avrebbe avuto nella sua origine una uguale rimozione e sublimazione di quell'originario desiderio incestuoso.
Freud, che imperturbabile procedeva nelle sue ricerche scientifiche coadiuvato in queste da altri pochi pionieri in maggioranza medici, nel suo primo viaggio dall'Europa in America commentò tuttavia in proposito che si accingeva a portare la peste anche oltreatlantico. Ebbe però modo di ricredersi poiché, come ebbe a dire in seguito, la portata radicale del suo messaggio era stata alquanto annacquata dalla psicologia americana.

### Lo "scandalo Masson"
Durante i primi anni del 1980 Jeffrey Moussaieff Masson, all'epoca fresco direttore dei Freud Archives, «basandosi principalmente sull'esame di documenti riservati ai quali solo lui aveva accesso (soprattutto certe lettere tra Freud e Fliess fino ad allora non pubblicate), sostenne che l'abbandono della teoria della seduzione - cioè l'ammissione di Freud di essersi sbagliato quando originariamente aveva creduto che la genesi della nevrosi nell'adulto dovesse essere ricercata in una reale seduzione sessuale del bambino da parte di un genitore - fu un grave errore, fatale per lo sviluppo e la fecondità della psicoanalisi. Freud - secondo Masson - avrebbe abbandonato questa teoria in realtà non con un atto di coraggio, avendo riconosciuto l'errore e mosso dall'interesse per lo sviluppo della disciplina, ma "per codardia", perché gli era difficile sostenerla di fronte al mondo accademico di allora, e soprattutto per una difesa inconscia, rivolta a proteggere se stesso, le sue stesse storie di seduzioni, gli errori suoi e dell'amico Fliess. L'abbandono della teoria della seduzione, confessato da Freud nel 1897 in una lettera a Fliess, e reso pubblico solo nel 1905, viene considerato invece dalla tradizione psicoanalitica come un evento che segna la data di nascita stessa della psicoanalisi, il momento in cui questa giovane scienza incominciò a riconoscere l'importanza delle fantasie, e in genere della vita psichica inconscia, e non semplicemente della realtà esterna.
Secondo Masson sarebbe vero esattamente il contrario: l'abbandono della teoria della seduzione segnerebbe invece la fine della psicoanalisi, non la sua nascita, perché dando enfasi al mondo della fantasia, anziché a quello della realtà, inevitabilmente avrebbe impresso una svolta alla storia della psicoanalisi per aver fatto distogliere l'attenzione dalla realtà della vita del paziente e dagli eventi traumatici che in definitiva sono i veri responsabili dei problemi psichici. Queste posizioni furono esposte da Masson [...] nel libro Assalto alla verità. La rinuncia di Freud alla teoria della seduzione, che rappresentò l'apice del cosiddetto "scandalo Masson".»

## L'Edipo e il dissidio Freud-Jung
Gli stessi protagonisti più conosciuti della storia della psicoanalisi non sono stati risparmiati dal vivere ciò che essi andavano studiando: l'Edipo come mito attuale.
L'Edipo è stata la causa del dissidio Freud-Jung tra il 1912 e il 1914, e ciò significa due cose:
1. Jung nel 1912 pubblica un testo eretico dal punto di vista dell'interpretazione freudiana dell'Edipo. Il libro aveva come titolo La libido. Simboli e trasformazioni. In esso lo psichiatra e psicoanalista svizzero, designato successore di Freud alla guida del movimento psicoanalitico internazionale, ritiene che il desiderio incestuoso che sta alla base della vicenda edipica non vada inteso letteralmente e quindi sessualmente. Come egli dice, il desiderio di congiungersi alla madre è il desiderio dell'individuo di ritornare alle proprie radici per rinascere rigenerato a nuova vita e quindi è un desiderio di trasformazione. Il desiderio incestuoso da questo punto di vista acquista quasi il significato di un battesimo, di un'iniziazione alla vita spirituale oltre il concretismo di cui l'interpretazione meramente sessuale della vicenda è essa stessa sintomo e che blocca l'individuo nella vicenda ripetitiva dell'Edipo che fa invece la nevrosi. «L'io è invero il "luogo del timore", come dice Freud nel Das Ich und das Es ("Wo Es war soll Ich werden", "Dove è l'inconscio deve diventare Io"); ma solo fino a quando esso non è tornato al "Padre" e alla "Madre". Freud naufraga sulla questione di Nicodemo: "Può un uomo rientrare nel grembo materno e rinascere?"»[5]
2. Jung stesso nel trattare le interpretazioni dell'Edipo vive in lui un momento dell'Edipo, in quanto Freud è vissuto da Jung come un padre buono, eroico, stimato, di cui si è onorati di essere il privilegiato tra i fratelli psicoanalisti. Con la pubblicazione di questo libro Jung, in qualche maniera ribellandosi al padre-Freud, lo uccide ai suoi occhi e la relazione tra i due eminenti medici fa venire alla mente il racconto, mitologico anch'esso, della genesi del mondo come raccontata nell'Antico Testamento nel Libro di Daniele allorché la spada di Michele Arcangelo si interpose tra la creatura ambiziosa ma anche presuntuosa e il Creatore. Parimenti una nuova concezione del mondo appena nata in seno alla psicoanalisi come comunità scientifica viene scacciata dalla famiglia psicoanalitica con tutta la sofferenza che ciò ha comportato non solo per il figlio-Jung ma anche per il padre-Freud. Freud infatti non era da meno nella sua stima per Jung e su lui aveva riposto tutte le speranze che nutriva per il futuro della sua creatura, la psicoanalisi, anche perché l'annoverare l'"ariano" Jung fra i suoi membri smentiva l'accusa di essere una "setta ebraica".

## Dopo Freud
In forma alquanto simile, due autori come Ernst Bloch (1885-1977) e James Hillman (1926-2011) hanno proposto d'evitare il «complesso materno» di Edipo auspicando una fusione fra le caratteristiche filiali (Puer) e quelle paterne (Senex), «una trasformazione del conflitto tra estremi in unione di uguali» che estrometterebbe la figura genitoriale femminile. Nonostante l'apparenza rivoluzionaria della prospettiva, l'identità (omousia) di Bloch tra Figlio e Padre ereditata dalla teologia cristiana, così come la conjunctio oppositorum di Puer-et-Senex in Hillman, anch'egli esplicito debitore della dottrina trinitaria (coerentemente con questa visione, diversi autori hanno identificato in Gesù una figura che rappresenta i valori opposti a quelli rappresentati da Edipo, ossia il massimo grado di sintonia tra padre e figlio), sembra dimenticare l'aspetto fondamentale del triangolo edipico, dove il ruolo del terzo che spezza la simbiosi bimbo-madre è dovuto proprio allo svezzamento della genitrice che impone al piccolo la meta del «desiderio del desiderio» di lei. Detto altrimenti, non c'è imitatio patris che non si fondi sulle esigenze, aspettative e richieste materne, Giocasta, Grande Madre o Maria che sia. 
Inoltre, Bloch e Hillman parlano di oltrepassamento e trascendimento della consueta identità antropobiologica per la risoluzione dei conflitti intergenerazionali e intersessuali, ma non per un loro radicale superamento, bensì per l'approdo al compimento della ierogamia sizigiale.
Karen Horney sostiene che la struttura dinamica dell'attaccamento infantile ai genitori così come si rileva retrospettivamente nell'analisi dei neurotici adulti, sia «completamente diversa da ciò che Freud concepisce come complesso di Edipo. Essi sono una manifestazione precoce di conflitti neurotici, piuttosto che un  fenomeno primario sessuale. (...) Nell'attaccamento, creato principalmente dall'ansia, l'elemento sessuale non è essenziale. (...) Nell'attrazione incestuosa il fine è l'amore, ma nell'attaccamento provocato dall'ansia il fine principale è la sicurezza. (...) In ambedue i gruppi l'attaccamento ai genitori non è uno speciale fenomeno biologico, ma una reazione alle provocazioni esterne».

## Psicanalisi e filosofi francesi
Nella psicanalisi di Jacques Lacan, l'Edipo diventa piuttosto la vicenda dell'accesso all'ordine linguistico del discorso che permette di godere del piacere derivante dal sentirsi appartenenti alla socialità umana, sganciandosi dal tema del piacere sessuale in senso stretto, ovvero della sessualità del bambino.
Nella loro opera L'Anti-Edipo - capitalismo e schizofrenia, del 1972, il filosofo francese Gilles Deleuze e lo psicoanalista Félix Guattari hanno proposto una severa critica della concezione freudiana del desiderio, concepito come mancanza anziché come produzione sociale. In questa ottica, il complesso di Edipo è considerato un'elaborazione interpretativa propria della psicoanalisi, utile per costringere la sessualità del bambino entro il tessuto di relazione proprio della famiglia autoritaria borghese e tradizionale, schizofrenizzando, attraverso l'ambivalenza edipica, il desiderio originariamente univoco e affermativo del bambino, che investe tutto il campo storico-sociale e non esclusivamente il padre e la madre.

### Il tabù dell'incesto quale legge universale
Nel 1949 appare il testo Le strutture elementari della parentela di Claude Lévi-Strauss, etnologo che insieme al linguista Ferdinand de Saussure viene considerato l'iniziatore del metodo di pensiero strutturalista.
In esso, dopo ampie ricerche sul campo tra popolazioni da lui considerate ancora allo stato primitivo, l'autore esprime le conclusioni a cui era giunto, secondo le quali tutte le culture pongono un divieto al desiderio incestuoso e pertanto il tabù dell'incesto si configura come una legge universale che è la legge di base senza la quale non potrebbe nascere la cultura come altro dalla natura.

### L'Edipo in Lacan
Oggigiorno, ormai la critica del desiderio incestuoso e dell'Edipo - portata soprattutto dagli junghiani ai freudiani sui limiti di una interpretazione concretistica e quindi meramente sessuale, cioè riduttiva, come si dice nel gergo psicoanalitico - non ha più molta attualità, visto che con Jacques Lacan la lezione junghiana è stata in parte recepita e l'Edipo è inteso come la porta attraverso la quale il singolo individuo accede alla socialità, e perciò al processo di umanizzazione progressiva.
L'Edipo diviene un processo di iniziazione alla vita sociale e quindi alla vita propriamente umana.
Con più di cento anni di storia della psicoanalisi alle spalle, siamo quindi molto distanti ormai da una lettura dell'Edipo rozzamente sessuale come poteva essere ai primordi della psicoanalisi. L'Edipo è in breve un momento necessario del processo progressivo della conoscenza, che si appropria del mondo, sì, ma questa appropriazione si realizza mediandola tramite la parola.
Ovviamente Lacan nel suo programma di "ritorno a Freud" non segue Jung più di tanto e intendiamo riferirci alla natura della funzione simbolica, per cui l'impianto tragico che vede l'uomo crocefisso senza alcuna possibilità di resurrezione in una dialettica infinita tra natura e cultura che aveva fatto parlare Freud di "disagio della civiltà" permane quale prezzo che il singolo in prima persona deve pagare come costo della civiltà.

### Critica dell'Edipo in Deleuze-Guattari
Tale complesso fu rivisto (nell'Anti-Edipo, 1972) dal filosofo Gilles Deleuze e dallo psicoanalista Félix Guattari i quali contestarono che esso fosse un concetto cardine della psicoanalisi infantile, privilegiando più gli aspetti cognitivi, relazionali e in generale le valenze affettive nel rapporto con i genitori.
La critica dell'Edipo svolta dai due autori è una critica a una psicoanalisi che ai loro occhi ha smarrito la dimensione sociale e della storia.
Come essi dicono, la psicoanalisi era divenuta una storia noiosa, da nuovi preti che ripetono le nuove litanie ad ogni interpretazione: mamma, papà, bambino.
Per questo leggono la svolta junghiana come un'apertura della psicoanalisi alla storia e alla dimensione sociale anche se non seguono Jung in quello che ai loro occhi è uno sviluppo idealistico della psicoanalisi. Come loro dicono: Jung crede di superare la sessualità.
La critica che essi muovono al movimento psicoanalitico è che ritengono in questo che la psicoanalisi non conosca altro che la famiglia edipica e che non riesca ad andare oltre la famiglia edipica. La loro critica all'Edipo in realtà è anche e soprattutto una critica alla famiglia come istituzione che si regge proprio sull'Edipo.
L'Anti-Edipo vorrebbe essere una critica radicale degli investimenti libidici edipici che ripetono e perpetuano la modalità edipica di investire libidicamente il campo del sociale e della storia.
In questa critica non salvano nemmeno l'esperienza dell'antipsichiatria con le sue comunità terapeutiche, che per questi autori somigliano semplicemente a famiglie un po' più allargate. Se si pensa che proprio la famiglia come istituzione era stata forse il maggiore obiettivo di critica del movimento di medici e pazienti detto dell'antipsichiatria che tacciavano l'istituzione famiglia come ammorbatrice della psiche sana dei bambini, come origine di patologie psichiche, risulta chiaro come l'obiettivo dei due filosofi nel condurre la critica a Edipo è proprio non tanto la famiglia in sé o il famigliarismo in cui inseriscono altre varianti di famiglia quanto la radice del famigliarismo: Edipo. E la psicoanalisi è proprio criticata dai due pensatori francesi perché accusata di fare il gioco di questa istituzione che ormai sta inevitabilmente raggiungendo l'esaurimento della sua funzione storica e lo fa puntellando l'Edipo lì dove invece l'Edipo dimostra di non reggere più: nei nevrotici ma soprattutto in coloro che più coraggiosi non volendone più sapere dell'Edipo si dirigono senza le sicurezze di punti saldi di riferimento, verso qualcosa che può rappresentare un'apertura della mente, e in alcuni casi lo è, ma anche una possibile chiusura definitiva nel buio impenetrabile della psicosi. Proprio per questa loro conclusione sono stati accusati di avere un'idea romantica della follia e altri ancora hanno visto dietro la loro critica nietzschiana della mediazione come rappresentazione e spettacolo altro dalla vita, di apologia irresponsabile dell'immediatezza.
Sono stati definiti infine antipsicoanalisti più che antipsichiatri, ma hanno replicato che il loro pensiero è tutt'altro in quanto anzi ritengono che l'analisi dell'inconscio sia una pratica rivoluzionaria irrinunciabile dopo che la semplice conquista del potere statale ha dimostrato come la rivoluzione esclusivamente politica possa trasformarsi in una nuova forma di fascismo.
Il significato dell'Anti-Edipo è a ogni modo una denuncia contro qualcosa che non va, a loro parere, nella psicoanalisi; riferendosi al pensiero di Lacan che era uno dei loro referenti teorici il quale si lamentava che nessuno lo aiutava concludono: noi abbiamo voluto aiutare la psicoanalisi a liberarsi dall'Edipo.

## Oltre l'interdipendenza che sostanzia l'Edipo: l'intersoggettività radicale
Questo è in sintesi il programma psicoanalitico che la psicoanalista Silvia Montefoschi di formazione junghiana ma i cui debiti alla dialettica hegeliana servo-padrone non sono pochi, svolge a partire da "L'uno e l'altro. Interdipendenza e intersoggettività nel rapporto psicoanalitico" del 1977.
In questo libro la teorizzazione dell'infrazione simbolica del tabù dell'incesto come la via di conoscenza che conduce oltre l'Edipo prende il suo avvio e abbandonato nei lavori successivi il tradizionale paesaggio psicoanalitico della relazione duale analista-analizzato si avventura nei territori del sociale e della storia aprendo la riflessione psicoanalitica alla stessa storia biologica e materiale dell'umanità sino alla sua origine nel big bang.
In questa rilettura psicoanalitica della storia dell'universo tutto, la chiave interpretativa, dell'incesto e del suo tabù che generano l'Edipo, scaturita proprio dalla nuova scienza psicoanalitica, trova conferma non solo come legge universale dell'universo umano bensì dell'universo tutto ivi incluso del mondo atomico e molecolare sino ad arrivare all'atto iniziale da cui tutto è scaturito: il big bang.
Conseguente a questa lettura del percorso dell'essere nella storia, è la proposta, scaturita dalla viva esperienza psicoanalitica dell'inconscio universale della stessa psicoanalista e di tutti coloro che con lei hanno condiviso la coriflessione sui messaggi provenienti dall'inconscio, dell'intersoggettità radicale quale "rivoluzione radicale del reale" che chiude definitivamente la storia dell'universo come la storia delle ripetute infrazioni del tabù dell'incesto che ha fatto la storia della materia, quella biologica e infine quella umana e della civiltà.